# Waldemar Schilling
Waldemar Schilling (* 16. September 1927 in Hermsdorf; † 12. August 1980 ebenda) war ein deutscher Ingenieur, Werkdirektor und Volkskammerabgeordneter für den Freien Deutschen Gewerkschaftsbund (FDGB).

## Leben
Schilling war der Sohn einer Arbeiterfamilie, sein Vater Otto Schilling war Leitermacher. Nach dem Besuch der Schule nahm er 1943 eine Lehre zum Chemielaboranten auf, die durch Kriegseinsatz unterbrochen wurde. Am 15. Februar 1944 beantragte er die Aufnahme in die NSDAP und wurde zum 20. April desselben Jahres aufgenommen (Mitgliedsnummer 9.969.007). 1948 schloss er die Lehre ab. Einige Jahre später absolvierte er die Meisterprüfung an den Keramischen Werken Hermsdorf. Von 1959 bis 1961 studierte er an der Ingenieurschule Hermsdorf mit dem Abschluss als Keramikingenieur. Als solcher wurde er 1965 Technischer Direktor und 1967 Werkdirektor im VEB Keramische Werke Hermsdorf. Am 1. Januar 1969 wurde er zum Generaldirektor des Kombinats Keramische Werke Hermsdorf berufen. Aufgrund einer Erkrankung musste er sich Ende 1976 in den Ruhestand versetzen lassen.
1965 hatte er gemeinsam mit einigen Wissenschaftlern ein neues Verfahren zur Herstellung von sintertechnischen Werkstoffen entwickelt.

## Politik
Schilling wurde Mitglied des FDGB. In den beiden Wahlperioden von 1963 bis 1967 und von 1967 bis 1971 war er Mitglied der FDGB-Fraktion in der Volkskammer der DDR.

## Auszeichnungen
- Nationalpreis der DDR
- Vaterländischer Verdienstorden
- Verdienter Erfinder des Volkes